# 桂正和傑作精選集
《桂正和傑作精選集》是日本漫畫家桂正和的作品集，收錄他在首次長篇連載《銀翼超人》前的早期作品，大多數創作於求學時期，皆發表於集英社漫畫雜誌。作品集在1984年由創美社首度出版，共一冊；1989年發行寬開本，新增《電影少女》連載前的作品，共兩冊。

## 收錄作品

### 普通版
1. 〈鈴子的夏天！〉：共31頁，原刊載於《Fresh Jump》1982年2號
2. 〈鈴子的秋天⋯〉：共31頁，原刊載於《Fresh Jump》1982年3號
3. 〈轉學生是喬裝的？〉：共31頁，原刊載於《週刊少年Jump》1981年32號[2]
4. 〈校園部隊3女超人〉：共31頁，原刊載於《週刊少年Jump》1981年8月増刊号
5. 〈校園部隊3女超人Ⅱ〉：共31頁，未在雜誌發表
6. 〈小翼〉：共31頁，未在雜誌發表

### 寬開本

#### PART 1
1. 〈小小的燈光〉：共10頁，原刊載於《Super Jump》1988年5號[3]

其餘同普通版

#### PART 2
1. 〈錄影帶少女〉：共65頁，原刊載於《週刊少年Jump》1989年特編冬季特別號[4]（後續連載《電影少女》的原型，亦收錄於《電影少女》第15冊中）
2. 〈異鄉人〉：共35頁，原作為，原刊載於《週刊少年Jump》1988年特編冬季特別號[4]
3. 〈KANA〉：共31頁，原刊載於《週刊少年Jump》1986年48號[4]
4. 〈如微風般的PANTENON〉：共49頁，原刊載於《週刊少年Jump》1986年特編夏季特別號[4]
5. 〈VOGVMAN〉：共46頁，原刊載於《週刊少年Jump》1985年特編春季特別號[4]

## 出版書籍
普通版
| 卷數 | 創美社        | 創美社         |
| 卷數 | 發售日期      | EAN            |
| ---- | ------------- | -------------- |
| 全   | 1984年8月15日 | EAN 4420131209 |

寬開本
| 卷數 | 創美社        | 創美社         | 東立出版社    | 東立出版社         |
| 卷數 | 發售日期      | EAN            | 發售日期      | ISBN               |
| ---- | ------------- | -------------- | ------------- | ------------------ |
| 1    | 1989年4月15日 | EAN 4420137177 | 1997年5月10日 | ISBN 957-34-4760-6 |
| 2    | 1989年4月15日 | EAN 4420137185 | 1997年6月15日 | ISBN 957-34-4761-4 |

## 備註
1. ↑  譯者：劉小萍